# 本草製薬
本草製薬株式会社（ほんぞうせいやく、英: Honzo Co.,Ltd.）は、愛知県名古屋市天白区に本社を置く漢方薬・医薬品及びヘルスケア商品の製造・販売メーカーで、株式会社AFC-HDアムスライフサイエンスの子会社である。以前は名古屋市東区が本社所在地だった。

## 概要
1831年（天保2年）創業の老舗漢方薬メーカーだったが2006年（平成18年）に民事再生法を申請。2007年（平成19年）6月、民事再生手続き中であった同社の事業をアムスライフサイエンス（現・AFC-HDアムスライフサイエンス）が受皿会社として設立したAMS本草製薬が譲り受けた。現在の本草製薬はAMS本草製薬が事業譲受の際に商号を変更したものである。 

## 沿革

### 旧・本草製薬
- 1831年（天保2年） - 創業。
- 1949年（昭和24年） - 金匱製薬所を開設し、メーカー活動を始める。
- 1977年（昭和52年） - 天白工場に開発部門として試験研究室を設立。
- 1984年（昭和59年） - 株式会社ホンゾウに藤前物流センター設立。
- 1987年（昭和62年） - 山下工場（民間薬部門）新設。
- 1989年（平成元年） - 三輪薬品株式会社を吸収合併し、犬山工場とする。
- 1996年（平成8年） - 本草製薬株式会社にホンゾウを合併し、製販一体となる。
- 2007年（平成19年）6月1日 - 株式会社アムスライフサイエンスが受け皿として設立したAMS本草製薬株式会社に事業譲渡。

### 新・本草製薬（AMS本草製薬）
- 2007年（平成19年）2月 - 株式会社アムスライフサイエンスが本草製薬株式会社からの事業譲受の受け皿となるAMS本草製薬株式会社を設立。
- 2007年（平成19年）6月1日 - 旧・本草製薬から医薬品及びヘルスケア商品の事業譲受。同時に本草製薬株式会社に商号を変更。

## 事業所
- 本社
- 工場
  - 天白工場（愛知県名古屋市天白区）
  - 犬山工場（愛知県犬山市）
  - 緑工場（愛知県名古屋市緑区）
  - 本草物流センター（愛知県犬山市）
- 営業所
  - 静岡営業本部（静岡県静岡市駿河区）

## 関連会社
- AFC-HDアムスライフサイエンス (AMS) - 製造会社
- エーエフシー (AFC) - 販売会社
- 日本予防医学研究所 (NYK) - 研究開発
- けんこうTV (KTV) - 情報発信